# Білгород-Дністровський трамвай
Білгород-Дністровський (Аккерманський) трамвай — система трамвая на кінній тязі, що діяла у місті Білгороді-Дністровському (тепер Одеська область).
Кінний трамвай у місті Аккермані було відкрито 1904 року. За всю історію існування системи діяв лише один маршрут. Трамвайна система припинила своє існування 1930 року через нерентабельність і більше не відновлювалася.

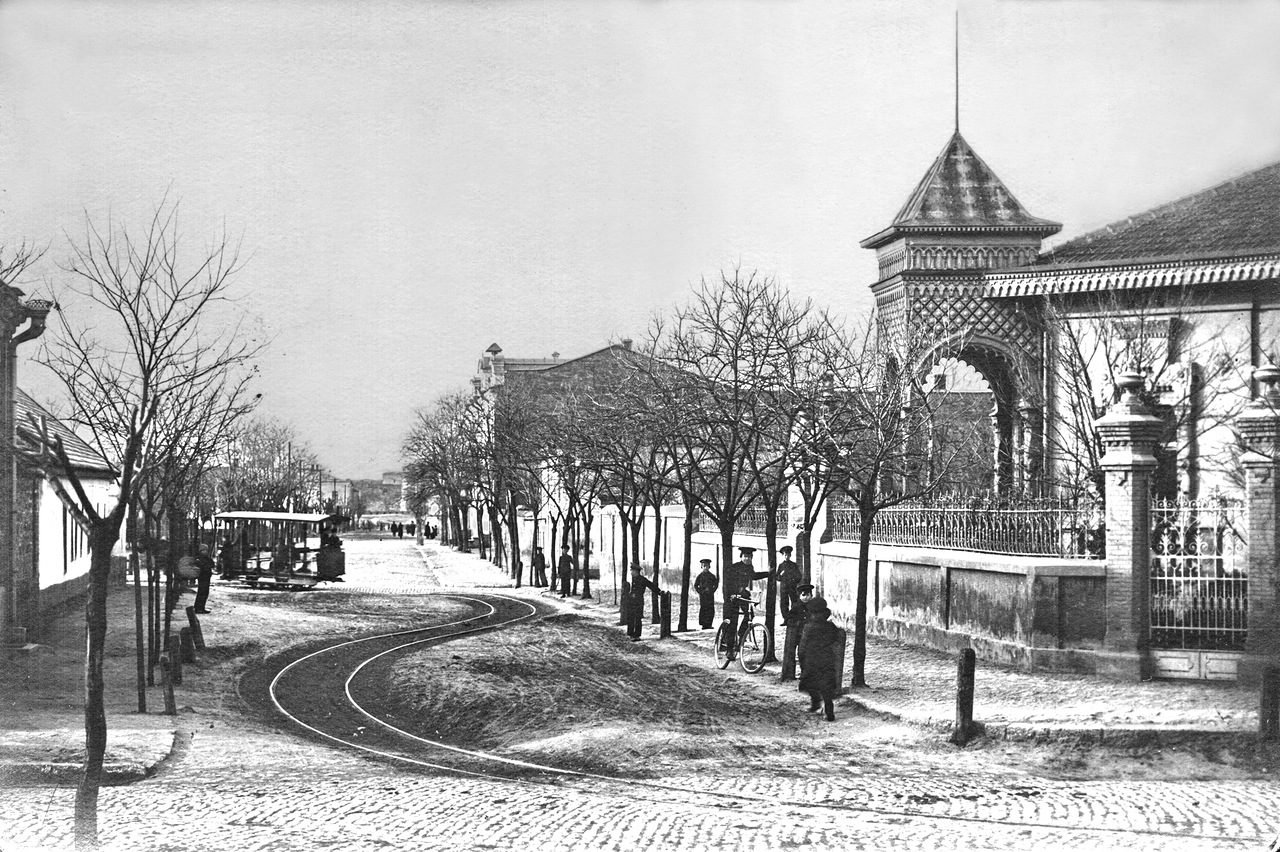
Лінія трамваю іде вулицею Архієрейською (тепер Незалежності)